# Forsvik
Forsvik is een plaats in de gemeente Karlsborg in het landschap Västergötland en de provincie Västra Götalands län in Zweden. De plaats heeft 365 inwoners (2005) en een oppervlakte van 83 hectare.

## Verkeer en vervoer
Bij de plaats lopen de Riksväg 49 en Länsväg 202.

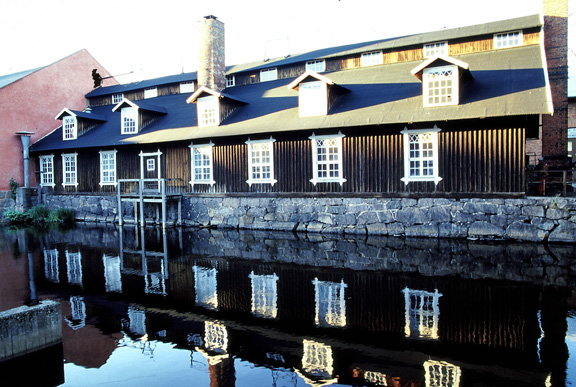
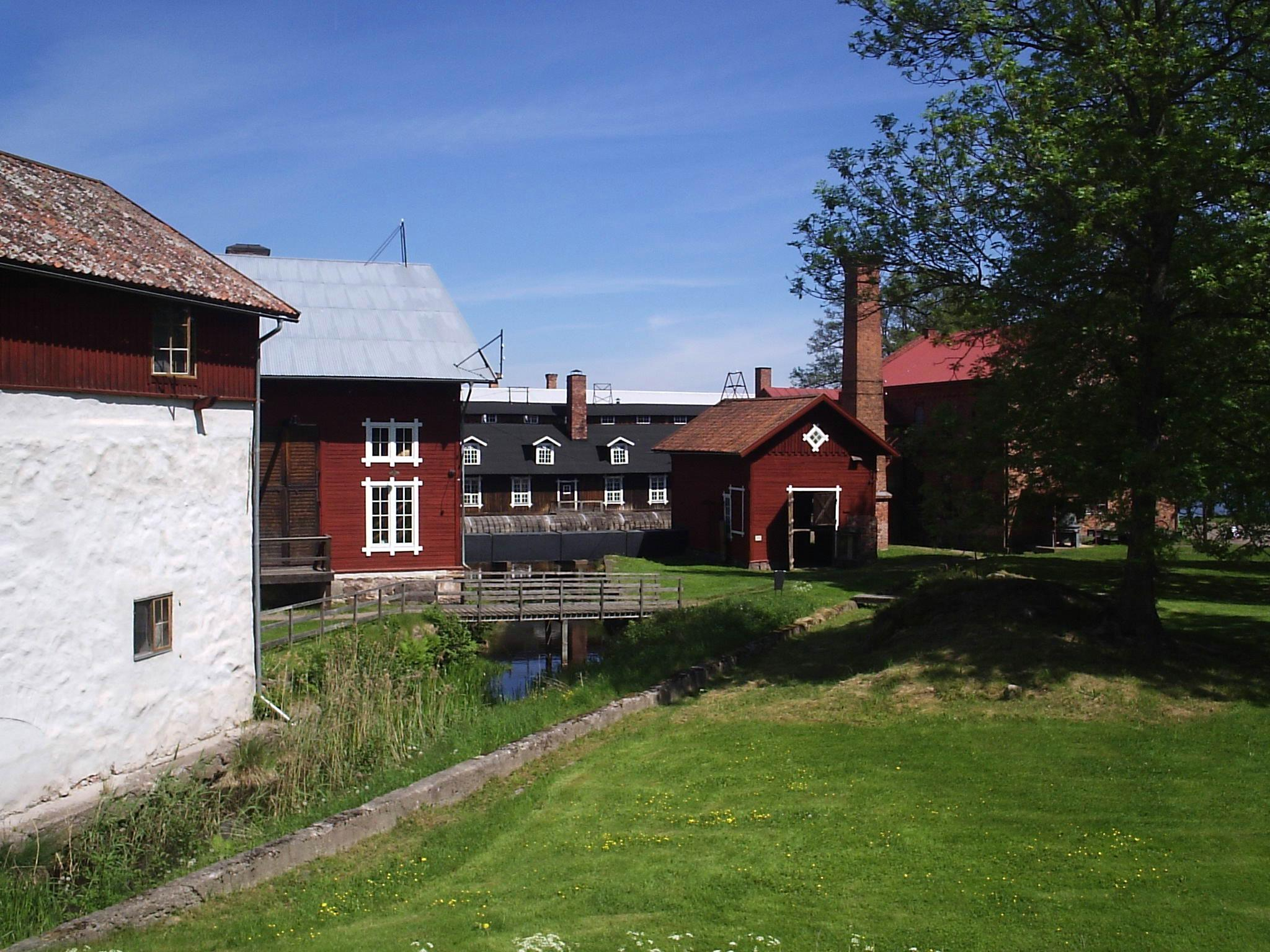